# Tieng Tiny
Tieng Tiny (ur. 9 czerwca 1986 w Siem Reap) – kambodżański piłkarz, grający na pozycji obrońcy.

## Kariera piłkarska

### Kariera klubowa
W 2006 rozpoczął karierę piłkarską w Khemara Keila FC. W 2007 przeszedł do Nagacorp FC. Od 2008 do 2012 bronił barw Phnom Penh Crown FC, po czym powrócił do Nagacorp FC.

### Kariera reprezentacyjna
W 2006 debiutował w narodowej reprezentacji Kambodży. Łącznie rozegrał 34 meczów.

## Nagrody i odznaczenia

### Sukcesy klubowe
- mistrz Kambodży: 2007, 2010, 2011
- zdobywca Pucharu Hun Sen: 2009, 2013
- finalista Pucharu Prezydenta AFC: 2011